# 2016年希拉自杀式卡车炸弹袭击
2016年希拉自杀式卡车炸弹袭击是发生于2016年3月6日的一起自杀式炸弹袭击事件。袭击者将装满炸药的卡车撞向位于伊拉克巴格达南部的城市希拉的一个安全检查站，炸死至少60人，另有70人受伤。伊拉克和黎凡特伊斯兰国宣布对此次袭击负责。